# مکتب افسوسی
مکتب اِفسُس به مکتبی گفته می‌شود که هراکلیتوس، فیلسوفِ یونانیِ سدهٔ ششمِ پیش از میلاد، آن را بنیان گذارد. هراکلیتوس از اهالیِ افسُسِ، و همسایهٔ ملطیه در ایونیه بود، اما مکتبی جدا از فلاسفهٔ ملطی داشت. او بر خلافِ فلاسفهٔ ملطیه، وقتِ خود را صرفِ مادةالمواد نکرد، بلکه به آهنگِ تغییر و تحولاتِ طبیعت، و علت این تغییرات توجهِ خاصی نشان داد. مابعدالطبیعهٔ او بر پایهٔ تغییر و تحوّل دائمی بنا شده‌است.